# 상봉초등학교 (경기)
상봉초등학교(상봉初等學校)는 대한민국 대한민국 경기도 화성시에 있는 공립 초등학교다.

## 학교 연혁
- 2005년 10월 31일 실시 계획 인가(경기도화성교육청 고시 제 2005-73호)
- 2006년 5월 19일 학교 설립인가
- 2006년 8월 5일 학교 건축 착공(한동건설)
- 2007년 6월 29일 개교 심의 및 확정
- 2007년 7월 9일 개교인가(경기도조례 제 3635호)
- 2007년 11월 20일 상봉초등학교 개교
- 2007년 11월 20일 초대교장 김용구 교장선생님 부임
- 2007년 11월 20일 6학급 편성(각 학년 1학급)
- 2008년 2월 15일 제 1회 졸업식 시행(졸업생 12명)
- 2008년 3월 1일 초등 9학급, 유치원 1학급 편성
- 2008년 3월 3일 2008학년도 입학식 시행
- 2008년 3월 6일 병설유치원 입학식 시행
- 2008년 4월 14일 13학급 편성
- 2008년 5월 1일 14학급 편성
- 2008년 5월 21일 15학급 편성
- 2008년 6월 26일 16학급 편성
- 2008년 7월 4일 19학급 편성
- 2008년 9월 4일 20학급 편성
- 2009년 3월 1일 27학급 편성
- 2010년 3월 1일 28학급 편성
- 2010년 9월 1일 제2대 교장 임경식 교장선생님 부임
- 2010년 별관 4개 교실 증축
- 2011년 3월 1일 29학급 편성
- 2012년 3월 1일 30학급 편성
- 2013년 2월 15일 제6회 졸업식(총 졸업생 640명)
- 2013년 3월 1일 31학급 편성
- 2013년 9월 1일 제3대 교장 김원대 교장선생님 부임
- 2014년 2월 19일 제7회 졸업식(남 : 68명, 여 : 77명  총 : 785명)
- 2014년 3월 1일 32학급 편성
- 2015년 2월 13일 제8회 졸업식(남 : 77명, 여 : 73명  총 : 935명)
- 2015년 창의지성모델학교 및 혁신공감학교 운영
- 2015년 3월 1일 32학급 편성(특수포함 33학급)
- 2015년 9월 1일 5학급 증설, 37학급 편성(특수포함 38학급)

## 참고 자료
- 상봉초등학교 - 한국교육학술정보원 학교알리미